# X La Cara
X la Cara es un programa de televisión con formato Quiz Show, de preguntas y respuestas.  El programa, creado por Factoría Plural para Aragón TV se presentó el 26 de abril de 2010. También existio una versión para Canal Extremadura que terminó el 15 de marzo de 2020 a causa de la Pandemia de COVID-19

## Mecánica
Concurso diario (de lunes a viernes) que bebe del clásico formato del 'quiz show', pero que presenta también alguna particularidad. A lo largo de treinta minutos, concursantes y espectadores se enfrentan a preguntas sobre cultura general y, de manera especial, sobre todo aquello que tiene que ver con su comunidad autónoma. Las fases del concurso se suceden, acumulando dinero y segundos, para culminar en una electrizante ronda final, donde se pone en juego dos premios: un bote compuesto por un premio en metálico y un premio que puede ser un lujoso viaje o un coche.

## Formato Exportado
Después de más de 6 años de emisión, casi 1.600 programas emitidos (1.580 programas para ser exactos, a los que hay que sumar los programas especiales solidarios o los realizados en fiestas de Navidad así como “Xlacara peques”), más de 800 concursantes, unos 2.500 retadores y alrededor de 41.000 preguntas formuladas, el programa de Aragón TV se despidió, siendo sustituido por Atrápame si puedes (presentado por Iñaki Urrutia) a partir de septiembre de 2016.
Factoría Plural también ha exportado el programa a otros canales autonómicos, llegando hasta Castilla La Mancha Media, Telemadrid, y en octubre de 2019 a Canal Extremadura, presentado por Carlos Gata.
De la mano de Plural Entertainment, del Grupo Prisa, realiza el programa "Pola Cara" para TVG (Televisión de Galicia). Asimismo ha realizado la producción de una adaptación del mismo, "El profe a Prueba", para Movistar+

## Gestión del Concurso
Para la gestión técnica Factoría Plural encargo a Aranova el desarrollo de un software a la carta que gestionara de manera integrada el concurso: desde la gestión documental, hasta la generación de gráficos en tiempo real, incluyendo las tareas de producción. Eso se materializó en Adiutor QuizShow, una plataforma compuesta de equipamiento hardware para grafismo broadcast y elementos variables para pantallas de plató (jugadores, presentador, de apoyo y marcadores) junto elementos auxiliares como pulsadores, luces, etc. que permitía poder realizar de manera económica, eficiente y rápida la grabación de un Quiz Show para canales autonómicos.